# Geografia dell'Asia

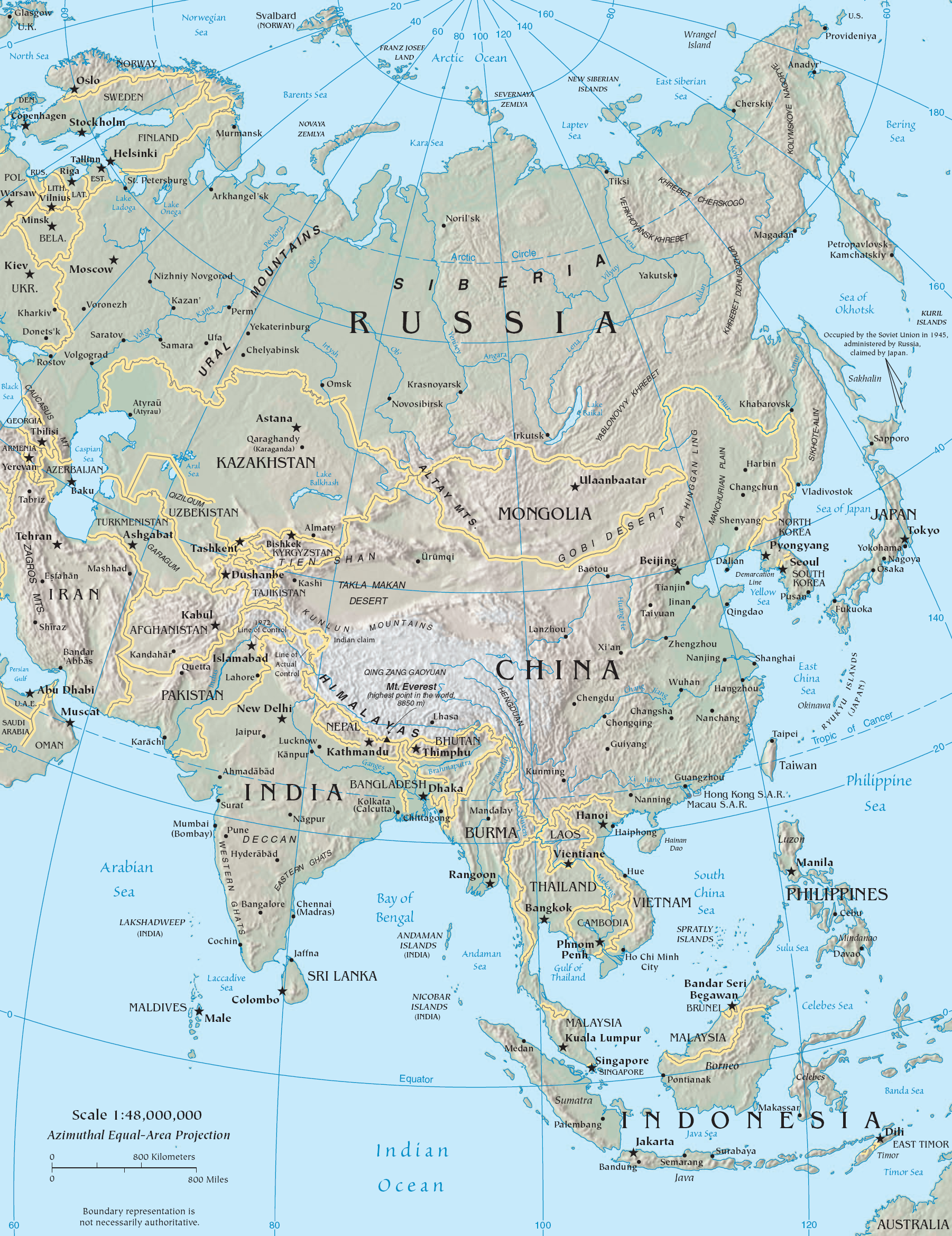
Mappa politica dell'Asia

L'Asia comprende la parte centro-orientale dell'Eurasia ed è costituita da 49 stati indipendenti ed è congiunta all'Africa dall'Istmo di Suez e all'Europa da un lungo confine che segue in generale la catena dei Monti Urali.

## Caratteristiche

### Confini
Sin dall'età classica si affermò in Europa l'idea di suddividere le terre emerse allora conosciute in tre continenti: Europa, Asia, Africa. Nel Medioevo quest'idea continuò ad essere considerata valida. Nell'Età Moderna, con le grandi scoperte geografiche, gli uomini dei vari continenti vennero in contatto e si mise a fuoco la suddivisione delle terre emerse in vari continenti, tra cui l'Asia, che è saldata sia all'Africa, sia all'Europa. Si pone quindi il problema di stabilire i confini tra il continente asiatico e quelli ad esso contigui. Unanimemente, l'istmo di Suez e il Mar Rosso sono considerati il confine tra Asia e Africa. Il confine tra l'Asia e l'Europa rappresenta invece un'eccezione nel campo dei confini continentali: essi mancano di quella precisa definizione tipica di altri casi, dato che attraversano migliaia di chilometri di terraferma e solo parzialmente coincidono con mari od oceani. 
La linea di separazione tra Europa e Asia è perciò convenzionale e si definisce in base criteri storici e culturali, ai quali si affiancano considerazioni di geografia fisica. Si è concordi nel definire come confini orientali il Mar Egeo, gli stretti dei Dardanelli e del Bosforo, il Mar Nero e la catena montuosa degli Urali sino al Mar Glaciale Artico, ma per quanto riguarda la linea di confine da seguire per giungere dal limite meridionale degli Urali al Mar Nero sono diffuse più convenzioni, dettagliate di seguito. Il confine convenzionale solitamente accettato comprende in Europa la Novaja Zemlja e la Penisola di Jugor, segue lo spartiacque degli Urali, poi l'intero corso del fiume Ural, la costa del Mar Caspio tra la foce dell'Ural e quella del Kuma, la depressione del Kuma-Manyč, il mar d'Azov, lo stretto di Kerč', il Mar Nero, lo stretto del Bosforo, lo stretto dei Dardanelli e il Mar Egeo. Questa linea di confine è una modifica di quella proposta dal geografo Philip Johan von Strahlenberg, adottato ufficialmente fin dal 1730 dalla zarina Anna I.

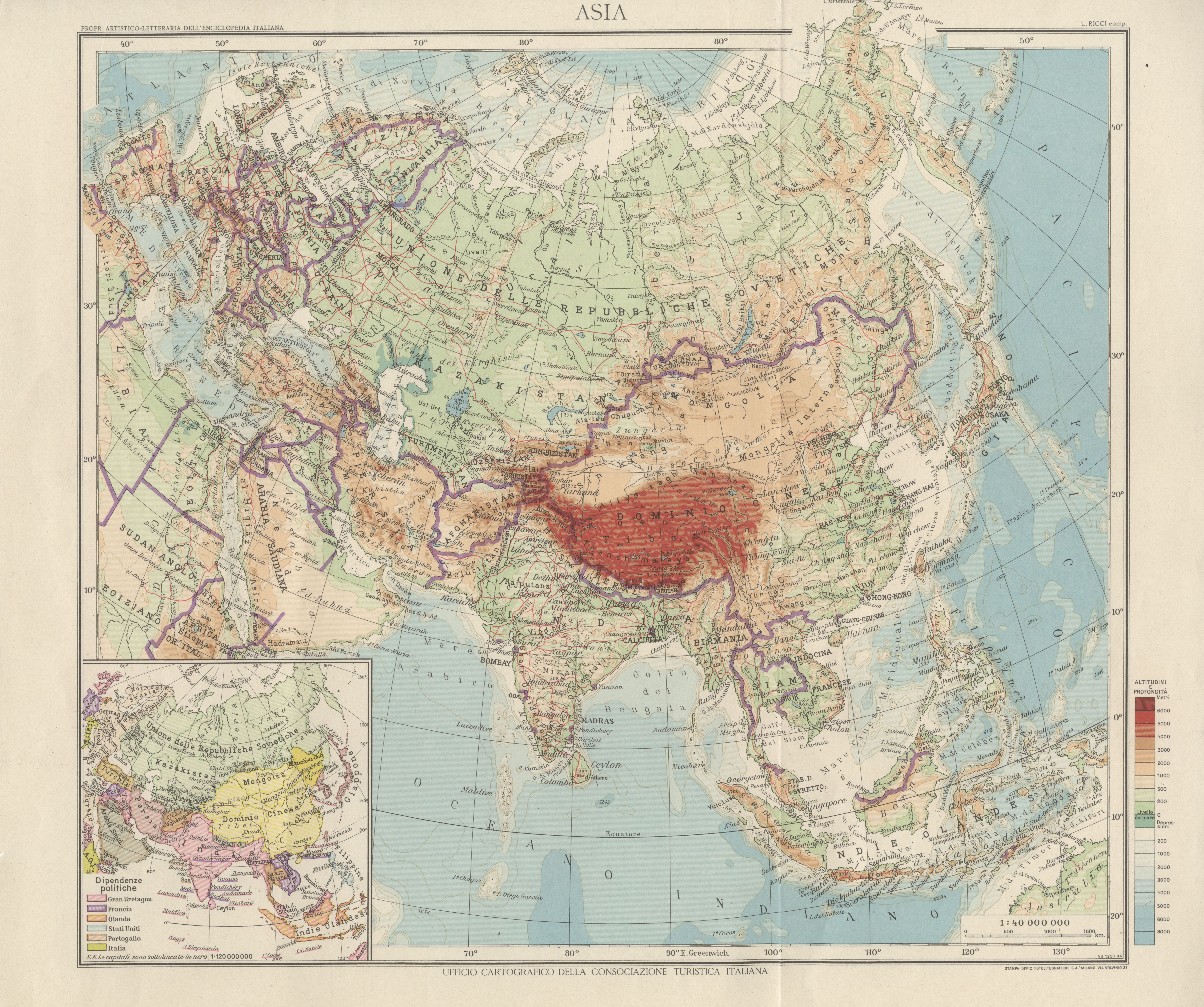
La carta riporta gli elementi fisici e politici del continente asiatico nel 1937

Il confine proposto da Philip Johan von Strahlenberg differisce da quello precedente solo perché, tra le pendici meridionali degli Urali e il Mar Caspio, segue il corso del fiume Emba e non quello dell'Ural e perché gli Urali sono tutti compresi in Europa, sino al loro piede orientale. La linea di von Strahlenberg, senza modifiche, è ancora spesso seguita in Russia: nel 1958, la Società Geografica Sovietica raccomandò formalmente che il confine tra Europa e Asia fosse disegnato nei libri di testo seguendo la Linea di von Strahlenberg lungo il piede orientale dei Monti Urali, lungo il piede orientale delle colline Mugodžary, il fiume Emba, la depressione del Kuma-Manyč e lo stretto di Kerč'. 
Il fiume Emba nasce sulle colline Mugodžary in Kazakistan ed è problematico tracciare il confine fra le sue sorgenti e le ultime pendici dei monti Urali; per questo motivo, nel criterio esposto sopra, viene preferito il fiume Ural, che nascendo direttamente dai monti Urali non pone il problema di tracciare il confine su colline in cui è difficile stabilire precisamente lo spartiacque. La statunitense National Geographic Society segue il criterio esposto sopra, tranne che per quanto riguarda il tratto della depressione del Kuma-Manyč, che sostituisce con lo spartiacque dei monti del Gran Caucaso.

### Geologia
Dal punto di vista puramente geologico, Europa ed Asia non sono continenti distinti: secondo la tettonica delle placche, entrambi sono infatti parte della placca eurasiatica; inoltre, l'Asia comprende anche la placca arabica e quella indiana.

### Asia, Europa ed Eurasia
Esistono varie convenzioni sul numero dei continenti della Terra. Secondo il modello a sei continenti più diffuso in Italia, in Europa occidentale (escluse le Isole Britanniche) e in America Latina, l'Asia è un continente a sé stante; questo modello corrisponde all'accezione comune di continente nella lingua corrente ed anche è il criterio seguito dalle Nazioni Unite nel suo Geoschema.
Secondo un altro modello a sei continenti, seguito particolarmente in Russia che, estendendosi sia in Europa sia in Asia, trova opportuno considerare unite queste due terre, l'Asia invece non è considerata un continente, ma una parte dell'Eurasia.
Secondo il modello a quattro continenti e sei "parti del mondo", infine, l'Asia non è un continente, come del resto non lo sono neanche l'Europa e l'Africa, ma è una "parte del mondo" che fa parte del Continente Antico, detto anche Eurafrasia.

### Principali caratteristiche geografiche
L'altezza media sul mare del continente è di circa 750 metri. Solitamente le aree pianeggianti e montagnose si estendono in direzione sud-ovest e nord-ovest, raggiungendo il culmine nell'altopiano tibetano e innalzandosi sulle vette dell'Himalaya, le più alte al mondo. A nord-ovest si stendono le pianure, mentre a sud si trovano, geologicamente distinte da quelle appena citate, la penisola araba, il subcontinente indiano e la penisola malese. A sud-est del continente si trovano infine molte isole.
Infatti, oltre al territorio continentale, l'Asia è composta anche da una parte insulare, fra cui spiccano alcune delle più grandi isole al mondo, come il Borneo e Sumatra, e anche alcune delle più popolose, ad esempio Giava e Honshū. Altre isole di rilievo sono Bali, Madura e Sulawesi (tutte e tre facenti parte dell'Indonesia); Hokkaidō, Shikoku, Kyūshū e Okinawa (le isole del Giappone); le Andamane e le Nicobare (in India), Luzon e Mindanao (nelle Filippine); Ko Pha Ngan e Koh Samui (entrambe in Thailandia); oltre a Sri Lanka, Maldive, Singapore, Hong Kong e Sachalin.
Gli Stati di Indonesia, Brunei, Timor Est, Singapore, Giappone, Filippine, Sri Lanka, Maldive e Cipro sono composti unicamente da una o più isole e non hanno territori sul continente.

### Punti estremi

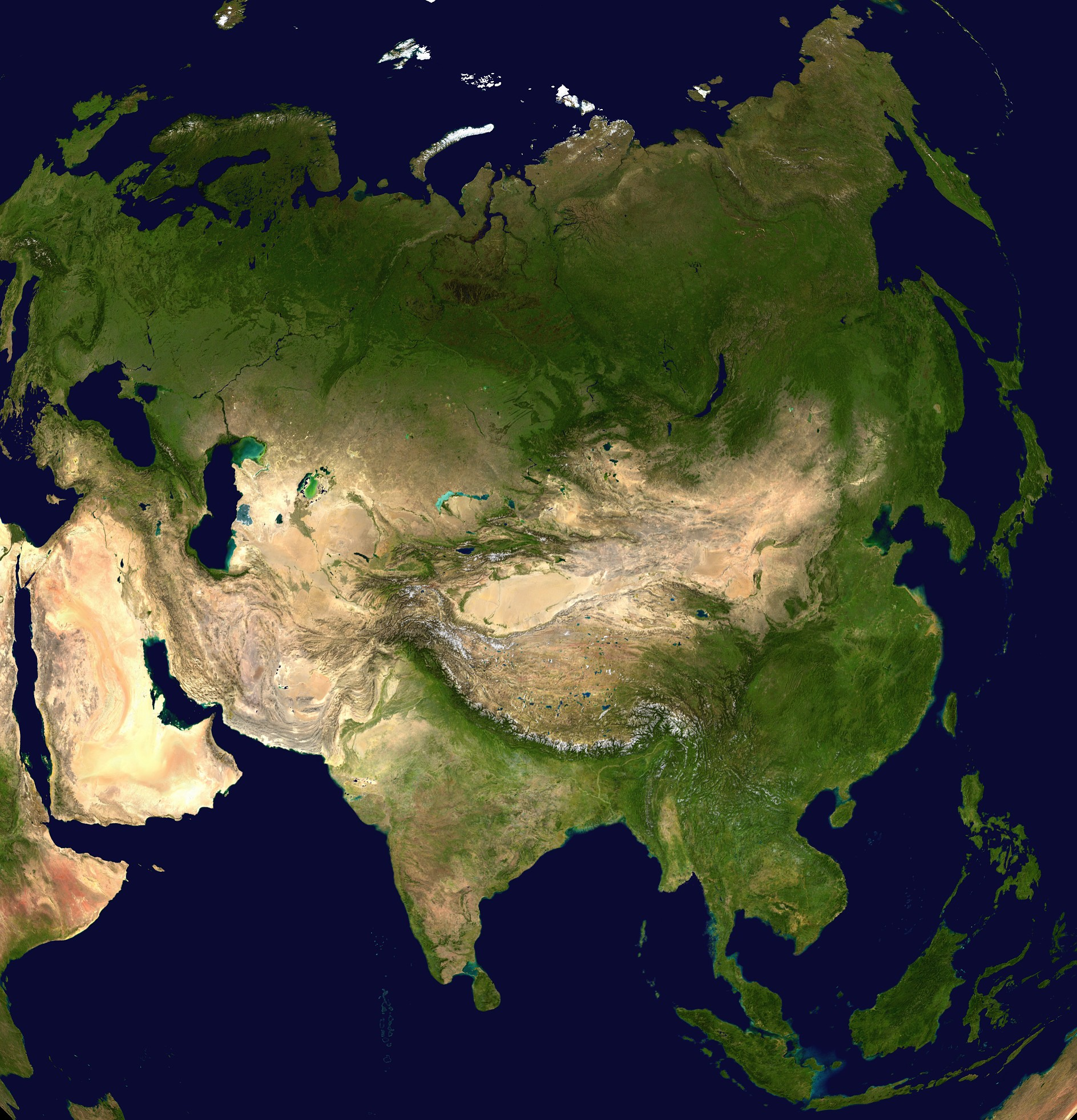
L'Asia vista dal satellite.

Considerando l'intero territorio asiatico, dunque anche le isole, questi sono i punti estremi:
- nord — Capo Artico, Isola Komsomolec, Severnaja Zemlja, Russia (81°13' N);
- sud — Pamana[8], una piccola isola al largo dell'Isola Roti, in Indonesia¹;
- ovest — Capo Baba, Turchia (26°4'E) ²;
- est — Grande Diomede, Russia (169°0'O) ³.

Il polo dell'inaccessibilità: (46°17′N 86°40′E) è il Deserto di Dzoosotoyn Elisen, nella regione dello Xinjiang (Cina).
Escludendo invece le isole, questi sono i punti estremi dell'Asia:
- nord — Capo Čeljuskin, Russia (77°43'N);
- sud — Tanjung Piai, Malaysia (1°16'N);
- ovest — Capo Baba, Turchia (26°4'E);
- Est — Capo Dežnëv (Capo Est), Russia (169°40'O).

¹ Se le Isole Cocos (Keeling) vengono considerate parte dell'Asia, allora l'Isola Meridionale (12°04'S) è il punto più a sud del continente.
² Le isole turche nel Mar Egeo e nel Mediterraneo sono considerate come europee.
³ La Linea internazionale del cambio di data passa tra il Grande Diomede (russo) e il Piccolo Diomede (sotto giurisdizione statunitense)

## Regioni geografiche
Asia settentrionale
     Asia centrale
     Medio Oriente
     Asia meridionale
     Asia orientale
     Sud-est asiatico
L'Asia è un continente compreso nel supercontinente dell'Eurasia, ed è a sua volta divisa in regioni, anche se non vi è consenso unanime sugli stati che dovrebbero appartenere a tali suddivisioni. Le principali regioni dell'Asia comunemente riconosciute sono:
- Asia occidentale (che include il Medio Oriente)
- Asia centrale
- Asia settentrionale
- Asia meridionale o subcontinente indiano

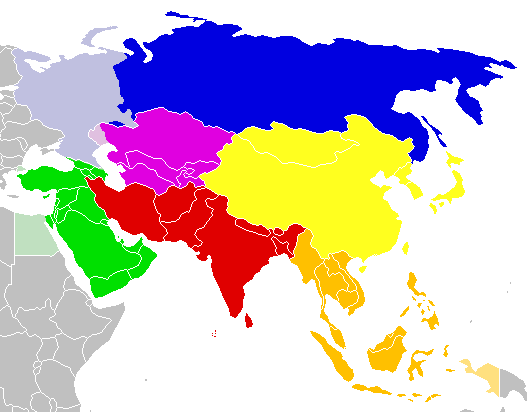
Suddivisione ONU delle regioni dell'Asia:
Asia settentrionale o Russia asiatica (regione della Siberia)
Asia centrale
Medio Oriente
Asia meridionale
Asia orientale o Estremo Oriente
Sud-est asiatico

### Asia centrale
Non c'è un consenso assoluto circa l'utilizzo di questo termine. Solitamente l'Asia centrale include:
- Le repubbliche centro-asiatiche di Kazakistan (escluse le sue porzioni contenute in territorio sia europeo che asiatico), Uzbekistan, Tagikistan, Turkmenistan e Kirghizistan
- Afghanistan, Mongolia, Iran e anche le regioni occidentali della Cina talvolta vengono incluse.
- Gli ex-Stati sovietici in territorio caucasico.

L'Asia centrale in questi anni è importante sotto un punto di vista geopolitico a causa di dispute internazionali e conflitti riguardanti oleodotti, il Nagorno-Karabakh e la Cecenia, oltre che per la presenza delle forze NATO e statunitensi in Afghanistan

### Estremo oriente
Questa regione include:
- Giappone
- Corea del Nord e Corea del Sud, entrambe nella penisola coreana
- Cina, ma talvolta in questa categoria vengono considerati solo i suoi territori più orientali
- Taiwan
- Mongolia

Il Sud-Est asiatico viene talvolta incluso, approssimativamente, nell'Asia orientale.

### Asia settentrionale
Questo termine è utilizzato raramente dai geografi, ma abitualmente si riferisce alla stragrande maggioranza del territorio asiatico della Russia, anche noto come Siberia. A volte, le zone settentrionali di altri Stati, come Kazakistan e Mongolia, vengono incluse in questa categoria. Talvolta inoltre, il termine "Eurasia settentrionale" viene utilizzato per indicare, in maniera apolitica, tutti gli Stati dell'ex-URSS.

### Asia meridionale
Di questa regione fanno parte:
- gli stati continentali del subcontinente indiano: Pakistan, India, Nepal, Bhutan e Bangladesh.
- l'isola dello Sri Lanka e l'arcipelago delle Maldive.
- spesso vi si comprendono anche l'Afghanistan e l'Iran.

### Sud-Est asiatico
Questa regione contiene la penisola malese, l'Indocina e le isole degli oceani Indiano e Pacifico. Gli Stati considerati in questa categoria sono:
- Nel continente: Malaysia, Birmania, Thailandia, Laos, Cambogia e Vietnam.
- Sul mare: Malaysia, Brunei, Filippine, Singapore e Indonesia (alcune delle isole indonesiane si trovano comunque nella regione dell'Oceania chiamata Melanesia). Timor Est, che si trova anch'esso in Melanesia, viene talvolta incluso in questa categoria.

La Malaysia è divisa in due dal Mar Cinese meridionale, e per questo è composta sia da territori sul continente, che da regioni insulari.

### Asia occidentale
L'Asia occidentale include due grandi regioni: il Medio Oriente e il Caucaso.
- Medio Oriente
  - Anatolia o Asia Minore, ovvero la parte asiatica della Turchia
  - Cipro
  - Levante, che include Siria, Israele, Palestina, Giordania, Libano, Iraq e la parte asiatica dell'Egitto
  - La Penisola araba, composta da Arabia Saudita, Emirati Arabi Uniti, Bahrain, Qatar, Oman, Yemen e Kuwait
- Caucaso
  - Ciscaucasia, che comprende la seguenti porzioni della Russia: l'intero Circondario federale del Caucaso Settentrionale, il territorio di Krasnodar con la sua enclave dell'Adighezia, questi ultimi due inclusi nel Circondario federale meridionale
  - Transcaucasia, che comprende la Georgia, l'Armenia, l'Azerbaigian.

### Tavola dei territori e delle regioni
| Nome dello Stato, con bandiera | Superficie (km²) | Popolazione (stime 2006) | Densità di popolazione (per km²) | Capitale                                   |
| ------------------------------ | ---------------- | ------------------------ | -------------------------------- | ------------------------------------------ |
| Asia centrale:                 |                  |                          |                                  |                                            |
| Kazakistan                     | 2,717,300        | 15,233,244               | 5                                | Astana (708.894)                           |
| Kirghizistan                   | 198,500          | 5,213,898                | 135                              | Biškek (1.122.100)                         |
| Tagikistan                     | 143,100          | 7,320,815                | 51                               | Dušanbe (730.600)                          |
| Turkmenistan                   | 488,100          | 5,042,920                | 10                               | Aşgabat(695.400)                           |
| Uzbekistan                     | 447,400          | 27,307,134               | 61                               | Tashkent(2.280.100)                        |
| Asia orientale:                |                  |                          |                                  |                                            |
| Repubblica Popolare Cinese     | 9,584,492        | 1,313,973,713            | 137                              | Pechino (19.712.468)                       |
| Hong Kong                      | 1,092            | 7,303,334                | 6,688                            | —                                          |
| Giappone                       | 377,835          | 127,463,611              | 337                              | Tokyo (13.285.602)                         |
| Macao                          | 25               | 461,833                  | 18,473                           | —                                          |
| Mongolia                       | 1,565,000        | 3.032.724                | 1.8                              | Ulan Bator (1.290.500)                     |
| Corea del Nord                 | 120,540          | 23,113,019               | 191                              | Pyongyang (3.355.488)                      |
| Corea del Sud                  | 98,480           | 48,846,823               | 492                              | Seul (14.894.400)                          |
| Repubblica Cinese (Taiwan)     | 35,980           | 22,548,009               | 627                              | Taipei (2.718.822)                         |
| Asia settentrionale:           |                  |                          |                                  |                                            |
| Russia                         | 17,075,200       | 142,893,540              | 8                                | Mosca (11.614.043)                         |
| Sud-Est Asiatico:              |                  |                          |                                  |                                            |
| Birmania                       | 678,500          | 47,382,633               | 69                               | Naypyidaw (924.708)                        |
| Brunei                         | 5,770            | 379,344                  | 66                               | Bandar Seri Begawan (278.100)              |
| Cambogia                       | 181,040          | 13,881,427               | 76                               | Phnom Penh (2.100.164)                     |
| Indonesia                      | 1,919,440        | 245,452,739              | 127                              | Giacarta (9.688.298)                       |
| Laos                           | 236,800          | 6,368,481                | 27                               | Vientiane (200.100)                        |
| Malaysia                       | 329,750          | 24,385,858               | 54                               | Kuala Lumpur (1.727.272)                   |
| Filippine                      | 300,000          | 89,468,677               | 298                              | Manila (1.760.814)                         |
| Singapore                      | 693              | 6,492,150                | 6,426                            | Singapore (3.708.695)                      |
| Thailandia                     | 514,000          | 64,631,595               | 125                              | Bangkok (8.382.025)                        |
| Timor Est (Timor-Leste)        | 15,007           | 1,062,777                | 70                               | Dili (150.100)                             |
| Vietnam                        | 329,560          | 84,402,966               | 256                              | Hanoi (3.401.089                           |
| Asia meridionale:              |                  |                          |                                  |                                            |
| Afghanistan                    | 647,500          | 31,056,997               | 48                               | Kabul (3.100.000)                          |
| Bangladesh                     | 144,000          | 147,365,352              | 1023                             | Dacca (7.200.00)                           |
| Bhutan                         | 47,000           | 655.082                  | 48                               | Thimphu (54.775)                           |
| India                          | 3,064,898        | 1,095,351,995            | 333                              | Nuova Delhi (13.784.076)                   |
| Iran                           | 1,648,000        | 68,688,433               | 41                               | Teheran (8.530.007)                        |
| Maldive                        | 300              | 359,008                  | 1,204                            | Malé (103.793)                             |
| Nepal                          | 140,800          | 25,873,917               | 183.8                            | Katmandu(1.106.756)                        |
| Pakistan                       | 803,940          | 165,803,506              | 206                              | Islamabad (2.075.100)                      |
| Sri Lanka                      | 65,610           | 20,222,204               | 308                              | Sri Jayawardenapura Kotte (116.006)        |
| Asia occidentale:              |                  |                          |                                  |                                            |
| Arabia Saudita                 | 2,152,000        | 27,019,731               | 12                               | Riad (5.354.660)                           |
| Armenia                        | 29,800           | 2,976,372                | 100                              | Erevan (1.221.100)                         |
| Azerbaigian                    | 86,800           | 7,961,619                | 92                               | Baku (2.192.500)                           |
| Bahrain                        | 665              | 686,585                  | 1,032                            | Manama (160.574)                           |
| Cipro                          | 9,250            | 1.002.679                | 85                               | Nicosia (430.616)                          |
| Emirati Arabi Uniti            | 82,880           | 3,870,936                | 46                               | Abu Dhabi (1.896.365)                      |
| Georgia                        | 69,700           | 4,661,473                | 67                               | Tbilisi (1.573.651)                        |
| Iraq                           | 437,072          | 26,783,383               | 61                               | Baghdad (5.502.586)                        |
| Israele                        | 20,770           | 6,352,117                | 305                              | Gerusalemme (804.455)/Tel-Aviv (1.395.100) |
| Giordania                      | 92,300           | 5,906,760                | 64                               | Amman (2.620.100)                          |
| Kuwait                         | 17,820           | 2,418,393                | 136                              | Madinat al-Kuwait (305.895)                |
| Libano                         | 10,452           | 3,874,050                | 370                              | Beirut (1.300.100)                         |
| Oman                           | 309,500          | 3,102,229                | 10                               | Mascate(880.300)                           |
| Qatar                          | 11,437           | 885,359                  | 77                               | Doha (400.151)                             |
| Siria                          | 185,180          | 18,881,361               | 101                              | Damasco (1.714.397)                        |
| Turchia                        | 780,580          | 70,413,958               | 90                               | Ankara (4.500.108)                         |
| Yemen                          | 527,970          | 21,456,188               | 39                               | Sana'a (1.847.727)                         |